# Suzanne Pleshette

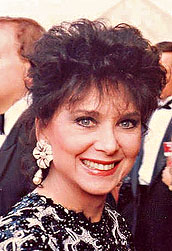
Suzanne Pleshette (1991)

Suzanne Pleshette (* 31. Januar 1937 in New York City; † 19. Januar 2008 in Los Angeles, Kalifornien) war eine US-amerikanische Schauspielerin.

## Leben
Suzanne Pleshette wurde 1937 als einziges Kind der Tänzerin Gloria Kaplan und des Theatermanagers Eugene Pleshette im New Yorker Stadtteil Brooklyn Heights geboren. Bereits im Alter von zwölf Jahren besuchte sie die New Yorker High School of the performing Arts, dann folgten die Syracuse University, das Finch College und Sanford Meisners Schauspielschule.
Eine ihrer ersten Filmrollen spielte Pleshette 1958 in dem Jerry-Lewis-Film Geisha Boy (Der Geisha Boy, auch Jerry außer Rand und Band). Ihre eigentliche Karriere begann jedoch Ende der 1950er-Jahre mit vielen anfänglich kleinen Rollen in US-amerikanischen Fernsehproduktionen. Sie spielte unter anderem in drei Folgen der Arztserie Dr. Kildare. Der Durchbruch gelang ihr 1963 in der Rolle der Lehrerin Annie Hayworth in Alfred Hitchcocks Kinofilm Die Vögel. Es folgten unzählige Gastauftritte in Fernsehserien (beispielsweise in Bonanza, Rauchende Colts, Ihr Auftritt, Al Mundy, Der Chef, Columbo oder Kojak – Einsatz in Manhattan) und ein festes Engagement als Emily Hartley in der Bob Newhart Show. Ab Mitte der 1960er-Jahre ist sie auch in einigen Disney-Kinofilmen zu sehen oder zu hören gewesen. In der Serie Schwestern (Nightingales, 1989) von Aaron Spelling versuchte sie, als Schuldirektorin Christine Broderick, die Dinge unter Kontrolle zu halten, war selbst aber immer noch in ihren Ex Dr. Paul Petrillo verliebt. In ihren letzten Lebensjahren war sie unter anderem in den Sitcoms Will & Grace (als Karens Mutter) und in Meine wilden Töchter (als Cates Mutter) zu sehen.
Pleshette spielte auch erfolgreich Theater am Broadway.
Im August 2006 gab ihr Agent Joel Dean bekannt, dass bei Suzanne Pleshette Lungenkrebs diagnostiziert worden sei und sie sich in Behandlung befinde. Im Januar 2008, wenige Tage vor ihrem 71. Geburtstag, starb sie an dieser Krankheit. Am 31. Januar 2008 wurde Suzanne Pleshette postum mit einem Stern auf dem Hollywood Walk of Fame geehrt – stellvertretend nahm Tina Sinatra die Auszeichnung entgegen.

## Ehen
Im Jahr 1964 heiratete Pleshette den Schauspieler Troy Donahue, doch dauerte die Ehe nur acht Monate. 1968 folgte die Hochzeit mit dem Unternehmer Thomas J. Gallagher. Die Ehe hielt bis zu Gallaghers Tod im Jahre 2000. Ein Jahr später heiratete Pleshette den Schauspieler Tom Poston († 2007).

## Auszeichnungen
Im  1963 erhielt Suzanne Pleshette den „Golden Laurel“ der Laurel Awards als „Top New Female Personality“. Sie wurde zweimal für den Golden Globe nominiert und erhielt vier Nominierungen für den Emmy und eine bei den Annie Awards für ihre Sprechrolle in The Lion King 2 – Simba’s Pride (1998).

## Filmografie (Auswahl)

### Kino
- 1958: Der Geisha Boy (The Geisha Boy)
- 1962: Abenteuer in Rom (Rome Adventure)
- 1963: Die Vögel (The Birds)
- 1964: Die blaue Eskadron (A Distant Trumpet)
- 1964: Bezwinger des Todes (Fate Is the Hunter)
- 1965: Nymphomania (A Rage to Live)
- 1966: Geliebter Haustyrann (The Ugly Dachshund)
- 1966: Gesicht ohne Namen (Mister Buddwing)
- 1966: Nevada Smith
- 1967: Bullwhip Griffin oder Goldrausch in Kalifornien (The Adventures of Bullwhip Griffin)
- 1968: Käpt’n Blackbeards Spuk-Kaschemme (Blackbeard’s Ghost)
- 1968: Die sechs Verdächtigen (The Power)
- 1969: So reisen und so lieben wir (If It’s Tuesday, This Must Be Belgium)
- 1970: Stellt Euch vor, es gibt Krieg und keiner geht hin (Suppose They Gave a War and Nobody Came)
- 1971: Latigo (Support Your Local Gunfighter)
- 1976: Zotti, das Urviech (The Shaggy D.A.)
- 1980: Tracy trifft den lieben Gott (Oh, God! Book II)
- 1998: Der König der Löwen 2 – Simbas Königreich (The Lion King 2 – Simba’s Pride, Sprechrolle)

### Fernsehen
- 1964: Auf der Flucht (The Fugitive: World’s End)
- 1965: Auf der Flucht (The Fugitive: All the Scared Rabbits)
- 1966: FBI (List for a Firing Squad)
- 1967: Invasion von der Wega (The Invaders: The Mutation)
- 1968: Invasion von der Wega (The Invaders: Pursued)
- 1968: Ihr Auftritt, Al Mundy (It Takes A Thief: A Sour Note)
- 1971: Columbo: Mord unter sechs Augen (Dead Weight)
- 1972: Bonanza
- 1975: The Bob Newhart Show
- 1978: In Texas ist der Teufel los (Kate Bliss and the Ticker Tape Kid)
- 1984: Suzanne Pleshette is Maggie Briggs
- 1985: Kojak: The Belarus File
- 1989: Schwestern (Nightingales)
- 1992: Nicht ohne meine Großmütter (Battling for Baby)
- 1993: Diagnose: Mord (Diagnosis Murder, Folge: Der Tod kam weich wie Watte)
- 2002/2003: Good Morning, Miami
- 2002: Will & Grace
- 2003: Meine wilden Töchter (8 Simple Rules)
- 2004: Will & Grace

## Theater (Auswahl)
- 1957/1958: Compulsion
- 1958/1959: The Cold Wind and the Warm
- 1959: Golden Fleecing
- 1959/1961: The Miracle Worker